# Apamea pentheri
Apamea pentheri là một loài bướm đêm trong họ Noctuidae.